# Нортіст-Ітака (Нью-Йорк)
Нортіст-Ітака (англ. Northeast Ithaca) — переписна місцевість (CDP) в США, в окрузі Томпкінс штату Нью-Йорк. Населення — 2701 особа (2020).

## Географія
Нортіст-Ітака розташований за координатами 42°28′7″ пн. ш. 76°27′48″ зх. д. / 42.46861° пн. ш. 76.46333° зх. д. (42.468570, -76.463401).  За даними Бюро перепису населення США в 2010 році переписна місцевість мала площу 3,82 км², з яких 3,81 км² — суходіл та 0,01 км² — водойми.

## Демографія
Згідно з переписом 2010 року, у переписній місцевості мешкала 2641 особа в 1059 домогосподарствах у складі 695 родин. Густота населення становила 692 особи/км².  Було 1137 помешкань (298/км²).
Расовий склад населення:
| - 71,5 % — білих - 20,4 % — азіатів - 4,1 % — чорних або афроамериканців - 0,2 % — корінних американців |

До двох чи більше рас належало 3,1 %. Частка іспаномовних становила 3,7 % від усіх жителів.
За віковим діапазоном населення розподілялося таким чином: 25,1 % — особи молодші 18 років, 64,0 % — особи у віці 18—64 років, 10,9 % — особи у віці 65 років та старші. Медіана віку мешканця становила 34,7 року. На 100 осіб жіночої статі у переписній місцевості припадало 98,6 чоловіків;  на 100 жінок у віці від 18 років та старших — 96,3 чоловіків також старших 18 років.
Середній дохід на одне домашнє господарство  становив 76 285 доларів США (медіана — 54 444), а середній дохід на одну сім'ю — 101 136 доларів (медіана — 82 760). Медіана доходів становила 56 667 доларів для чоловіків та 51 574 долари для жінок. За межею бідності перебувало 20,3 % осіб, у тому числі 7,7 % дітей у віці до 18 років та 0,0 % осіб у віці 65 років та старших.
Цивільне працевлаштоване населення становило 1285 осіб. Основні галузі зайнятості: освіта, охорона здоров'я та соціальна допомога — 52,8 %, науковці, спеціалісти, менеджери — 10,9 %, мистецтво, розваги та відпочинок — 10,6 %.